# 모스코 알카라이

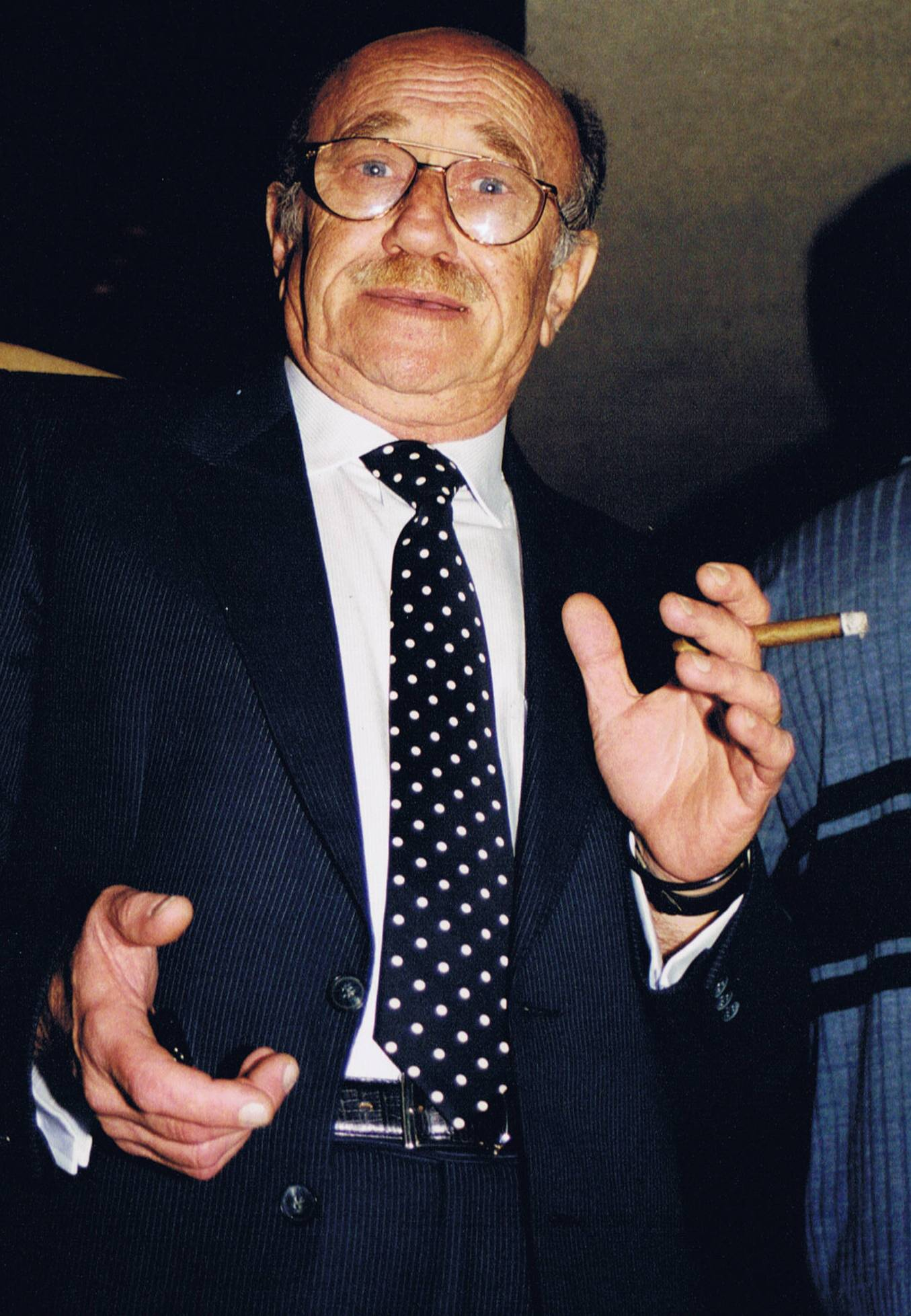

모스코 알카라이(Mosko Alkalai, 1931년 3월 10일 ~ 2008년 4월 1일)는 루마니아의 배우, 연극 배우이다.
부쿠레슈티에서 태어났으며 텔아비브에서 사망하였다.

## 영화
- 온 더 로드 투 텔 아비브 (2008년)
- 야나의 친구들 (1999년)
- 레볼루셔너리 2 (1996년)
- 레볼루셔너리 (1995년)
- 영혼의 사랑 (1993년)
- 델타 포스 (1986년)
- 빅 딕 (1970년)
- 매드론 (1970년)